# Slof (gebak)
Een slof is een ovaalvormige taartvariant. De slof heeft een krokante bodem, is gevuld met amandelspijs of banketbakkersroom en is bedekt met een laag van bijvoorbeeld fruit en slagroom.
Er bestaat een grote variatie aan sloffen, maar de bodem en vorm zijn altijd gelijk.

## Samenstelling
De bodem wordt gemaakt van sloffendeeg, met als samenstellende delen bakpoeder, basterdsuiker, bloem, boter, ei, wat zout en soms citroenrasp.
Het deeg kan worden gevuld met amandelspijs of banketbakkersroom dat meegebakken wordt. De kenmerkende vorm wordt verkregen met een sloffenring.
Voor de bedekking van de slof kunnen uiteenlopende producten gebruikt worden, zoals aardbeien, advocaat, appel, chocolade, meringue, noten of peer, vaak aangevuld met slagroom.

## Minislofjes
In de handel zijn zogenaamde minislofjes verkrijgbaar. Deze hebben dezelfde samenstelling als de gewone slof en zijn ook ovaalvormig, maar ze hebben de grootte van een gebakje.

## Oorsprong
De oorsprong van deze taartvariant is niet goed gedocumenteerd. Vermoedelijk is het recept in Nederland ontstaan aan het eind van de 20e eeuw.

## Brood
Er bestaat ook een broodvariant met de naam slofbrood, een langwerpig klein tarwebrood. Daarnaast bieden sommige bakkers brood aan onder de naam slof, dat vaak gezoet is en kaneel bevat .